# Вахтра, Норман
Норман Вахтра (эст. Norman Vahtra; род. 23 ноября 1996, Тарту) — эстонский профессиональный шоссейный велогонщик.

## Карьера
В 2020 и 2021 году выступал за команду мирового тура «Israel Start-Up Nation».

## Достижения
2014
2-й Чемпионат Эстонии — индивидуальная гонка U19
2016
7-й Гран-при Минска
2017
2-й Гран-при Минска
2-й Чемпионат Эстонии — индивидуальная гонка U23
3-й Чемпионат Эстонии — индивидуальная гонка
9-й Тур Эстонии
2018
 Чемпион Эстонии — индивидуальная гонка U23
2-й Чемпионат Эстонии — индивидуальная гонка U23
3-й Чемпионат Эстонии — индивидуальная гонка
3-й Кубок Минска
4-й Чемпионат Эстонии — групповая гонка
7-й Тур Средиземного моря
8-й Гран-при Кальмара
9-й Балтик Чейн Тур
9-й в Генеральной классификации
1-й в Молодёжной классификации
2019
Тур Олимпийской Солидарности
Генеральная классификация
Очковая классификация
2-й, 3-й и 5-й этапы
Гран-при Минска
Гран-при Кальмара
Кубок министра национальной обороны
Memoriał Henryka Łasaka
7-й Grand Prix Velo Alanya
7-й Тур Мазовии
8-й Тур Синтая

## Рейтинги
| Год                 | 2016   | 2017  | 2018  | 2019  | 2020  | 2021  | 2022  | 2023  | 2024  |
| ------------------- | ------ | ----- | ----- | ----- | ----- | ----- | ----- | ----- | ----- |
| Мировой рейтинг UCI | 1811-й | 793-й | 731-й | 340-й | 350-й | 719-й | 430-й | 522-й | 699-й |
| Европейский тур UCI | 1203-й | 497-й | 433-й | 275-й | 287-й | 564-й | 344-й | -     | -     |
|                     |        |       |       |       |       |       |       |       |       |
| Источник: UCI       |        |       |       |       |       |       |       |       |       |